# Čierny potok (přítok Myjavské Rudavy)
Černý potok je potok na Záhoří, v jihovýchodní části okresu Senica. Je to pravostranný přítok Myjavské Rudavy, měří 6,7 km a je vodním tokem V. řádu.

## Pramen
Pramení v Malých Karpatech, v podcelku Brezovské Karpaty, východně od obce Rozbehy, na jihozápadním svahu Lipového vrchu (418 m n. m.) v nadmořské výšce cca 370 m n. m.

## Popis toku
Od pramene teče nejprve severozápadním směrem územím CHKO Malé Karpaty, zleva přibírá krátký přítok pramenící severně od Rozbehů a vytváří výrazný oblouk vypnutý na západ. Dále pokračuje směrem na sever, opouští Malé Karpaty a vstupuje do Borské nížiny, do podcelku Podmalokarpatská sníženina. Zde zprava přibírá přítok z osady Dúbrava, podteká železniční trať Kúty - Trnava, následně i silnici II. třídy č. 501 a nedaleko obce Jablonica se stáčí na západ. Pokračuje vlnícím se korytem, zleva přibírá nejprve Škrípik, potom podteká nedokončený úsek železniční trati Zohor - Plavecký Mikuláš a opět zleva přibírá i vodní kanál vznikající severovýchodně od obce Cerová, koryto se esovitě ohýbá a teče k ústí na severozápad.

## Ústí
Severně od obce Cerová se v nadmořské výšce 196,9 m n. m. vlévá do Myjavské Rudavy.